# Kata Tüttő
Kata Tüttö (née à Budapest le 28 février 1980) est une femme politique hongroise. Elle a été adjointe au maire de Budapest entre 2019 et 2024. Elle est actuellement présidente du Comité européen des régions depuis février 2025 tout en étant membre du Conseil municipal de Budapest. En 2023, Forbes l'a classé 9e  femme hongroise la plus influente dans la vie publique.

## Ses études
Kata Tüttö a commencé sa scolarité à Charlottesville, en Virginie, aux États-Unis, où son père, le physicien István Tüttő, résidait pour des raisons professionnelles. Après leur déménagement, elle a étudié à l'école primaire de la rue Alkotás, puis, de 1994 à 1998, elle a été élève à l'école primaire et au lycée Tamási Áron à Budapest, où elle a passé son examen de fin d'études secondaires. Elle a rejoint le Parti socialiste avant l'obtention de son diplôme.
En 2003, elle a obtenu un diplôme en économie à la Faculté de finance et de comptabilité du Collège d'économie de Budapest, avec une spécialisation en finance et institutions financières.
En 2005, elle a été diplômée du King Zsigmond College, au sein du département des relations internationales, avec une spécialisation en études européennes.
Entre 2005 et 2010, elle a poursuivi ses études à l’Université Corvinus de Budapest, à la Faculté d'économie, où elle s’est spécialisée en analyse de marché, avec une mineure en économie de la santé et en analyse technologique. Elle y a obtenu un master en économie.

## Carrière politique
Elle a rejoint le Parti socialiste hongrois en 1997. En 1998, elle est devenue membre du 12ᵉ Congrès de Budapest ainsi que du Comité de la jeunesse, de la culture et des sports de la municipalité de district. Depuis 1998, elle est membre de la présidence de l'organisation du 12ᵉ district du Parti socialiste hongrois, et en 2000, elle a intégré le département économique du parti. En 2001, elle a été nommée membre du Conseil de Budapest du Parti socialiste hongrois. Entre 2002 et 2014, elle a été représentante au Conseil municipal de Budapest.
Selon l’accord conclu le 6 avril 2019 entre le MSZP, la Coalition démocratique, Dialogue pour la Hongrie, LMP et le Mouvement Momentum, elle a été désignée candidate à la mairie du 5ᵉ district lors des élections locales de l’automne. Elle n’a pas remporté l’élection du 13 octobre 2019, permettant ainsi à Péter Szentgyörgyvölgyi, candidat du Fidesz, de conserver son poste de maire du district.
Le 5 novembre 2019, elle a été élue maire-adjointe chargée des opérations de la ville par le conseil municipal de Budapest. En tant qu'adjointe au maire, elle a travaillé dans des domaines tels que l'adaptation au climat, la gestion des déchets et de l'eau, les transports publics et les services publics. Aujourd'hui, elle préside le conseil de surveillance de la Budapest Waterworks Company et de la Budapest Sewage Works Company, qui sont des sociétés détenues à 100 % par l'État.
Depuis février 2025, et jusqu’à l’été 2027, elle est présidente du Comité européen des régions, l'institution européenne qui représente les collectivités locales et régionales de toute l’Europe. Son mandat mettra l’accent sur le renforcement du rôle des villes et des régions dans la construction de l’avenir de l’Union européenne, ainsi que sur la cohésion sociale, économique et territoriale de celle-ci.

## Vie privée
Son ancien compagnon est Tamás Leisztinger, un homme d'affaires. Ensemble, ils ont eu deux enfants.
Elle parle couramment l’anglais, l’allemand et l’espagnol.